# Tigoda
Tigoda (russisk: Тигода) er en flod i Novgorod og Leningrad oblast i Rusland.
Den er 143 km lang, og er en venstre biflod til Volkhov. Floden har sine kilder i moseområderne (på 55 moh) nordvest for Velikij Novgorod, og løber sammen med Volkhov omkring 12 km sydvest for byen Kirisji, på 17 moh. Byen Ljuban ligger ved Tigoda. Største bifloder er Ravan, Tsjagoda og Kusinka.